# Liste des codes postaux canadiens débutant par A
| Flag of Canada | Codes postaux canadiens |    |    |    |    |    |    |    |    |    |    |    |    |    |    |       |    |
| \| NL \| NS \| PE \| NB \| QC \| QC \| QC \| ON \| ON \| ON \| ON \| ON \| MB \| SK \| AB \| BC \| NU/NT \| YT \| \| A \| B \| C \| E \| G \| H \| J \| K \| L \| M \| N \| P \| R \| S \| T \| V \| X \| Y \| |                         |    |    |    |    |    |    |    |    |    |    |    |    |    |    |       |    |
| NL | NS                      | PE | NB | QC | QC | QC | ON | ON | ON | ON | ON | MB | SK | AB | BC | NU/NT | YT |
| A | B                       | C  | E  | G  | H  | J  | K  | L  | M  | N  | P  | R  | S  | T  | V  | X     | Y  |

## Terre-Neuve-et-Labrador- 35RTA
Note: En date de mai 2007, il n'y a pas  de code postal commençant par A3*, A4*, A6* ou A7*.
| A0A Sud-est de la Péninsule d'Avalon (Ferryland)                  | A1A Saint-Jean Nord                                              | A2A Grand Falls   | A5A Clarenville | A8A Deer Lake   | A9A Non assigné          |
| A0B Ouest de la Péninsule d'Avalon (Argentia)                     | A1B Saint-Jean Nord-ouestGouvernement de Terre-Neuve-et-Labrador | A2B Windsor       | A5B Non assigné | A8B Non assigné | A9B Non assigné          |
| A0C Péninsule de Bonavista (Bonavista)                            | A1C Saint-Jean Nord Central (Centre-ville)                       | A2C Non assigné   | A5C Non assigné | A8C Non assigné | A9C Non assigné          |
| A0E Péninsule de Burin (Marystown)                                | A1E Saint-Jean Central                                           | A2E Non assigné   | A5E Non assigné | A8E Non assigné | A9E Non assigné          |
| A0G Nord-est de Terre-Neuve (Lewisporte)                          | A1G Saint-Jean Sud                                               | A2G Non assigné   | A5G Non assigné | A8G Non assigné | A9G Non assigné          |
| A0H Centre de Terre-Neuve (Bishop's Falls)                        | A1H Saint-Jean Sud-ouest                                         | A2H Corner Brook  | A5H Non assigné | A8H Non assigné | A9H Non assigné          |
| A0J Nord de Terre-Neuve (Springdale)                              | A1J Non assigné                                                  | A2J Non assigné   | A5J Non assigné | A8J Non assigné | A9J Non assigné          |
| A0K Nord-ouest de Terre-Neuve et Est du Labrador (Mary's Harbour) | A1K Torbay                                                       | A2K Non assigné   | A5K Non assigné | A8K Non assigné | A9K Non assigné          |
| A0L Ouest de Terre-Neuve (Lark Harbour)                           | A1L Paradise                                                     | A2L Non assigné   | A5L Non assigné | A8L Non assigné | A9L Non assigné          |
| A0M Sud-ouest de Terre-neuve (Channel-Port aux Basques)           | A1M Portugal Cove-St. Philip's                                   | A2M Non assigné   | A5M Non assigné | A8M Non assigné | A9M Non assigné          |
| A0N Région de la Péninsule de Port au Port (St. George's)         | A1N Mount Pearl                                                  | A2N Stephenville  | A5N Non assigné | A8N Non assigné | A9N Non assigné          |
| A0P Centre du Labrador (Happy Valley-Goose Bay)                   | A1P Non assigné                                                  | A2P Non assigné   | A5P Non assigné | A8P Non assigné | A9P Non assigné          |
| A0R Nord-ouest du Labrador (Churchill Falls, Wabush)              | A1R Non assigné                                                  | A2R Non assigné   | A5R Non assigné | A8R Non assigné | A9R Non assigné          |
| A0S Non assigné                                                   | A1S Goulds                                                       | A2S Non assigné   | A5S Non assigné | A8S Non assigné | A9S Non assigné          |
| A0T Non assigné                                                   | A1T Non assigné                                                  | A2T Non assigné   | A5T Non assigné | A8T Non assigné | A9T Non assigné          |
| A0V Non assigné                                                   | A1V Gander                                                       | A2V Labrador City | A5V Non assigné | A8V Non assigné | A9V Non assigné          |
| A0W Non assigné                                                   | A1W Conception Bay South                                         | A2W Non assigné   | A5W Non assigné | A8W Non assigné | A9W Réservé Test interne |
| A0X Non assigné                                                   | A1X Conception Bay                                               | A2X Non assigné   | A5X Non assigné | A8X Non assigné | A9X Réservé Test interne |
| A0Y Non assigné                                                   | A1Y Carbonear                                                    | A2Y Non assigné   | A5Y Non assigné | A8Y Non assigné | A9Y Non assigné          |
| A0Z Non assigné                                                   | A1Z Non assigné                                                  | A2Z Non assigné   | A5Z Non assigné | A8Z Non assigné | A9Z Réservé Test interne |

## Sources
- Géographie - Trouver de l’information par région ou aire géographique, sur Statistique Canada.
- Google Maps (ici un exemple de recherche avec la région de tri d'acheminement A0A)